# Olaha (voievod)
Olaha a fost un voievod român în Moldova pe cursul Siretului, în Țara Șipenițului. În 1247, preotul franciscan Giovanni da Pian de Carpine,care se îndrepta spre curtea hanului Hoardei de Aur, scrie despre călătoria sa în Moldova,  in care s-a întâlnit cu un anume voievod, Olaha.(Gh. Brătianu, Tradiția istorică..., 1945, p. 156—157 B. CÂMPINA-ȘT. ȘTEFĂNESCU , Istoria Românilor (1960), p.160)
Numele de Olaha nu este sigur, Olaha fiind probabil un termen local de conducător. Se poate,de asemenea,sa se fi referit la "olah"- numele dat de unguri românilor, asemănător cu voloh dat de slavi).. Este posibil ca preotul să îi fi spus acelui conducător Olaha, fiindcă a vrut să specifice originea localnicilor de acolo (olah/vlah, adică român).
Izvoarele scrise mai menționează la est de Carpați un voievod 
român, la 1247 – Olaha, în fruntea unei formațiuni române, vasală 
a Hoardei de Aur, ducând daruri hanului și o populație războinică, 
Blacii, în conflict cu rutenii din sudul Poloniei, la 1277. Blacii își 
aveau deci formațiunea politică undeva în nordul Moldovei, 
premergătoare, poate, „țării valahilor”
 Acest articol despre un subiect legat de  istoria României este deocamdată un ciot. Puteți ajuta Wikipedia prin completarea sa.